# 荒廃農地
荒廃農地（こうはいのうち）とは、農林水産省が定義する、現に耕作されておらず、耕作の放棄により荒廃し、通常の農作業では作物の栽培が客観的に不可能となっている農地のことである。2008年（平成20年）より調査が開始された。

## 概要
農林水産省は、食料自給率の向上を図るためには担い手への農地の集約化が重要だとしており、荒廃農地の再生利用施策のため、荒廃農地の荒廃・解消状況の情報を把握するため、2008年（平成20年）より「荒廃農地の発生・解消状況に関する調査」を開始した。2021年（令和3年）から、「遊休農地に関する措置の状況に関する調査」に統合された。
荒廃農地は、荒廃状況により、A分類（再生利用が可能な荒廃農地）とB分類（再生利用が困難と見込まれる荒廃農地）に区分される。
2021年（令和3年）時点で荒廃農地面積は26万haであった。A分類が9.1万haで、B分類が16.9万ha。新たに発生した面積3.0万haに対し、再生利用された面積が1.3万ha。荒廃農地となる理由（所有者）では、「高齢化、病気」が最も多く、農家の高齢化問題が反映されていた。

## 耕作放棄地・遊休農地との違い

### 耕作放棄地との違い
耕作放棄地は、農林業センサスで調査されていた、農家の申告による主観ベースの情報である。客観ベースの荒廃農地の調査開始に伴い、2020年農林業センサスより耕作放棄地を把握する項⽬は廃⽌された。

### 遊休農地との違い
遊休農地とは、農地法で定められた、「現に耕作の目的に供されておらず、かつ、引き続き耕作の目的に供されないと見込まれる農地」および「その農業上の利用の程度がその周辺の地域における農地の利用の程度に比し著しく劣つていると認められる農地」である。
荒廃農地対策において、前者は1号遊休農地、後者は2号遊休農地とされる。1号遊休農地は荒廃農地のA分類（再生利用が可能な荒廃農地）と同義になり、2号遊休農地は耕地に分類される。